# Eurovision Song Contest 1971
Der Eurovision Song Contest 1971 war der 16. Liederwettbewerb der europäischen Rundfunkanstalten Eurovision seit Beginn im Jahre 1956. Er fand am 3. April 1971 im Gaiety Theatre in Dublin statt, da die letztjährige Gewinnerin Dana für Irland angetreten war. Moderiert wurde die Veranstaltung von Bernadette Ní Ghallchóir. Den Contest gewann Séverine für Monaco mit dem Lied Un banc, un arbre, une rue.

## Besonderheiten
Das neue Punktevergabesystem brachte abermals einige Verwirrung. Mehrere Länder, insgesamt immerhin 8 von 18, schöpften nicht die mögliche Höchstpunktzahl von 10 (zwei Juroren mit je 5 Punkten) für den Beitrag eines Landes aus. Eine Folge war, dass die Länder eine unterschiedliche Anzahl von Stimmen insgesamt vergaben. So vergaben die französischen Juroren insgesamt 107 Punkte, aber die Luxemburger „nur“ 43 Punkte.
Ob sie dies taten, um eventuell ihrem oder einem „befreundeten“ Land zum Sieg zu verhelfen, ließ sich nicht feststellen. Allerdings war dieses Verhalten auch in den Folgejahren, in denen dieses Wertungssystem angewandt wurde (1971 bis 1973), festzustellen.
Um den Eurovision Song Contest für neue Musikgenres zu öffnen, wurde die Regel aufgehoben, dass nur Duos oder Solisten auftreten durften. Von nun an durften bis zu 6 Musiker für ein Land auf die Bühne.

## Teilnehmer

Teilnehmende Länder
Länder, die bereits an einem früheren ESC teilgenommen hatten, aber nicht im Jahr 1971

Die Teilnehmerzahl stieg dieses Jahr wieder auf 18 an, da Malta das erste Mal teilnahm und die folgenden fünf Länder zurückkehrten: Finnland, Norwegen, Österreich, Portugal und Schweden.

### Wiederkehrende Interpreten
| Land           | Interpret       | Vorherige(s) Teilnahmejahr(e) |
| -------------- | --------------- | ----------------------------- |
| Belgien        | Jacques Raymond | 1963                          |
| BR Deutschland | Katja Ebstein   | 1970                          |

### Dirigenten
Jedes Lied wurde mit Live-Musik begleitet – folgende Dirigenten leiteten das RTÉ Orchester bei dem jeweiligen Land:
- Österreich – Robert Opratko
- Malta – Anthony Chircop
- Monaco – Jean-Claude Petit
- Schweiz – Hardy Schneiders
- BR Deutschland – Dieter Zimmermann
- Spanien – Waldo de los Ríos
- Frankreich – Franck Pourcel
- Luxemburg – Jean Claudric
- Vereinigtes Königreich – Johnny Arthey
- Belgien – Francis Bay
- Italien – Enrico Polito
- Schweden – Claes Rosendahl
- Irland – Noel Kelehan
- Niederlande – Dolf van der Linden
- Portugal – Jorge Costa Pinto
- Jugoslawien – Miljenko Prohaska
- Finnland – Ossi Runne
- Norwegen – Arne Bendiksen

## Abstimmungsverfahren
Es wurde ein neues Abstimmungsverfahren eingeführt. Jedes Land schickte zwei Juroren zum Wettbewerb, einer über, der andere unter 25 Jahren. Die beiden Juroren mussten öffentlich ihre Stimmen abgeben. Die Jurys mussten jedem Lied Punkte geben: mindestens einen Punkt, höchstens fünf Punkte.

## Platzierungen
| Platz | Startnr. | Land                   | Interpret                     | Titel (M = Musik; T = Text)                                                       | Sprache        | Übersetzung                      | Punkte |
| ----- | -------- | ---------------------- | ----------------------------- | --------------------------------------------------------------------------------- | -------------- | -------------------------------- | ------ |
| 01.   | 03       | Monaco                 | Séverine                      | Un banc, un arbre, une rue M: Jean-Pierre Bourtayre; T: Yves Dessca               | Französisch    | Eine Bank, ein Baum, eine Straße | 128    |
| 02.   | 06       | Spanien                | Karina                        | En un mundo nuevo M: Rafael Trabucchelli; T: Tony Luz                             | Spanisch       | In einer neuen Welt              | 116    |
| 03.   | 05       | BR Deutschland         | Katja Ebstein                 | Diese Welt M: Dieter Zimmermann; T: Fred Jay                                      | Deutsch        | –                                | 100    |
| 04.   | 09       | Vereinigtes Königreich | Clodagh Rodgers               | Jack in the Box M: John Worsley; T: David Myers                                   | Englisch       | Schachtelteufel                  | 098    |
| 05.   | 11       | Italien                | Massimo Ranieri               | L’amore è un attimo M: Enrico Polito; T: Giancarlo Bigazzi, Gaetano Savio         | Italienisch    | Die Liebe ist ein Moment         | 091    |
| 06.   | 12       | Schweden               | Family Four                   | Vita vidder M/T: Håkan Elmquist                                                   | Schwedisch     | Weiße Weiten                     | 085    |
| 06.   | 14       | Niederlande            | Saskia & Serge                | De tijd M: Joop Stokkermans; T: Gerrit den Braber                                 | Niederländisch | Die Zeit                         | 085    |
| 08.   | 17       | Finnland               | Markku Aro & Koivisto Sisters | Tie uuteen päivään M/T: Rauno Lehtinen                                            | Finnisch       | Weg in einen neuen Tag           | 084    |
| 09.   | 15       | Portugal               | Tonicha                       | Menina do alto da serra M: Nuño Nazareth Fernandes; T: José Carlos Ary dos Santos | Portugiesisch  | Hochwallmädchen                  | 083    |
| 10.   | 07       | Frankreich             | Serge Lama                    | Un jardin sur la terre M: Alice Dona; T: Henri Dijan, Jacques Demarny             | Französisch    | Ein Garten auf Erden             | 082    |
| 11.   | 13       | Irland                 | Angela Farrell                | One Day Love M/T: Donald Martin, Ita Flynn                                        | Englisch       | Eintagesliebe                    | 079    |
| 12.   | 04       | Schweiz                | Peter, Sue & Marc             | Les illusions de nos vingt ans M; Peter Reber; T: Maurice Tézé                    | Französisch    | Die Illusionen unserer Jugend    | 078    |
| 13.   | 08       | Luxemburg              | Monique Melsen                | Pomme, pomme, pomme M: Hubert Giraud; T: Pierre Cour                              | Französisch    | Apfel, Apfel, Apfel              | 070    |
| 14.   | 10       | Belgien                | Lily Castel & Jacques Raymond | Goeiemorgen, morgen M: Paul Quintens; T: Phil van Cauwenbergh                     | Niederländisch | Guten Morgen, Morgen             | 068    |
| 14.   | 16       | Jugoslawien            | Krunoslav Slabinac            | Tvoj dječak je tužan M: Ivica Krajač; T: Zvonimir Golob                           | Kroatisch      | Dein Junge ist traurig           | 068    |
| 16.   | 01       | Österreich             | Marianne Mendt                | Musik M: Richard Schönherz; T: Manuel Rigoni                                      | Wienerisch     | –                                | 066    |
| 17.   | 18       | Norwegen               | Hanne Krogh                   | Lykken er M/T: Arne Bendiksen                                                     | Norwegisch     | Glück ist                        | 065    |
| 18.   | 02       | Malta                  | Joe Grech                     | Marija l-Maltija M: Joe Grech; T: Charles Mifsud                                  | Maltesisch     | Die maltesische Maria            | 052    |

## Punktevergabe
| Land | Abstimmungsergebnisse | Abstimmungsergebnisse | Abstimmungsergebnisse | Abstimmungsergebnisse | Abstimmungsergebnisse | Abstimmungsergebnisse | Abstimmungsergebnisse | Abstimmungsergebnisse | Abstimmungsergebnisse | Abstimmungsergebnisse | Abstimmungsergebnisse | Abstimmungsergebnisse | Abstimmungsergebnisse | Abstimmungsergebnisse | Abstimmungsergebnisse | Abstimmungsergebnisse | Abstimmungsergebnisse | Abstimmungsergebnisse | Abstimmungsergebnisse |
| Land | Punkte                | AT                    | MT                    | MC                    | CH                    | DE                    | ES                    | FR                    | LU                    | UK                    | BE                    | IT                    | SE                    | IE                    | NL                    | PT                    | YU                    | FI                    | NO                    |
| --- | --------------------- | --------------------- | --------------------- | --------------------- | --------------------- | --------------------- | --------------------- | --------------------- | --------------------- | --------------------- | --------------------- | --------------------- | --------------------- | --------------------- | --------------------- | --------------------- | --------------------- | --------------------- | --------------------- |
| Österreich | 066                   |                       | 3                     | 5                     | 2                     | 7                     | 2                     | 3                     | 2                     | 3                     | 3                     | 6                     | 4                     | 6                     | 3                     | 5                     | 4                     | 3                     | 5                     |
| Malta | 052                   | 4                     |                       | 2                     | 2                     | 3                     | 5                     | 3                     | 2                     | 3                     | 4                     | 4                     | 2                     | 4                     | 5                     | 2                     | 2                     | 3                     | 2                     |
| Monaco | 128                   | 4                     | 5                     |                       | 10                    | 10                    | 2                     | 8                     | 4                     | 8                     | 10                    | 4                     | 10                    | 9                     | 9                     | 8                     | 10                    | 7                     | 10                    |
| Schweiz | 078                   | 5                     | 5                     | 4                     |                       | 6                     | 2                     | 6                     | 2                     | 6                     | 3                     | 7                     | 4                     | 5                     | 5                     | 6                     | 4                     | 4                     | 4                     |
| Deutschland | 100                   | 6                     | 5                     | 7                     | 6                     |                       | 8                     | 8                     | 2                     | 6                     | 7                     | 6                     | 6                     | 5                     | 5                     | 7                     | 7                     | 5                     | 4                     |
| Spanien | 116                   | 4                     | 8                     | 10                    | 5                     | 7                     |                       | 10                    | 4                     | 7                     | 4                     | 5                     | 6                     | 9                     | 6                     | 7                     | 7                     | 9                     | 8                     |
| Frankreich | 082                   | 3                     | 2                     | 8                     | 8                     | 5                     | 5                     |                       | 2                     | 5                     | 3                     | 4                     | 4                     | 6                     | 9                     | 5                     | 5                     | 3                     | 5                     |
| Luxemburg | 070                   | 2                     | 7                     | 6                     | 3                     | 2                     | 4                     | 5                     |                       | 6                     | 3                     | 3                     | 2                     | 5                     | 3                     | 6                     | 4                     | 5                     | 4                     |
| Vereinigtes Königreich                                                                                                 | 098                   | 4                     | 8                     | 8                     | 6                     | 5                     | 2                     | 8                     | 4                     |                       | 8                     | 3                     | 5                     | 7                     | 5                     | 7                     | 6                     | 6                     | 6                     |
| Belgien | 068                   | 3                     | 2                     | 5                     | 4                     | 2                     | 2                     | 5                     | 2                     | 6                     |                       | 3                     | 5                     | 4                     | 6                     | 6                     | 3                     | 6                     | 4                     |
| Italien | 091                   | 4                     | 6                     | 9                     | 8                     | 6                     | 6                     | 9                     | 2                     | 6                     | 2                     |                       | 7                     | 6                     | 2                     | 3                     | 8                     | 2                     | 5                     |
| Schweden | 085                   | 7                     | 4                     | 4                     | 9                     | 4                     | 2                     | 5                     | 2                     | 5                     | 6                     | 6                     |                       | 3                     | 9                     | 3                     | 6                     | 4                     | 6                     |
| Irland | 079                   | 7                     | 6                     | 6                     | 3                     | 4                     | 5                     | 7                     | 2                     | 6                     | 3                     | 6                     | 2                     |                       | 5                     | 4                     | 5                     | 4                     | 4                     |
| Niederlande | 085                   | 6                     | 2                     | 6                     | 5                     | 4                     | 5                     | 7                     | 2                     | 5                     | 2                     | 2                     | 6                     | 5                     |                       | 9                     | 5                     | 6                     | 8                     |
| Portugal | 083                   | 4                     | 3                     | 6                     | 2                     | 5                     | 10                    | 8                     | 5                     | 6                     | 4                     | 4                     | 2                     | 3                     | 5                     |                       | 6                     | 5                     | 5                     |
| Jugoslawien | 068                   | 6                     | 2                     | 4                     | 2                     | 7                     | 6                     | 6                     | 2                     | 3                     | 2                     | 5                     | 2                     | 5                     | 4                     | 4                     |                       | 3                     | 5                     |
| Finnland | 084                   | 4                     | 4                     | 4                     | 4                     | 4                     | 3                     | 4                     | 2                     | 10                    | 10                    | 2                     | 4                     | 6                     | 3                     | 8                     | 6                     |                       | 6                     |
| Norwegen | 065                   | 3                     | 3                     | 6                     | 4                     | 2                     | 2                     | 5                     | 2                     | 7                     | 6                     | 2                     | 2                     | 7                     | 2                     | 5                     | 4                     | 3                     |                       |
| Die Tabelle ist senkrecht nach der Auftrittsreihenfolge geordnet, waagerecht nach der chronologischen Punkteverlesung. |                       |                       |                       |                       |                       |                       |                       |                       |                       |                       |                       |                       |                       |                       |                       |                       |                       |                       |                       |